# Gersdorf an der Feistritz
Gersdorf an der Feistritz osztrák község Stájerország Weizi járásában. 2018 januárjában 1699 lakosa volt. 

## Elhelyezkedése

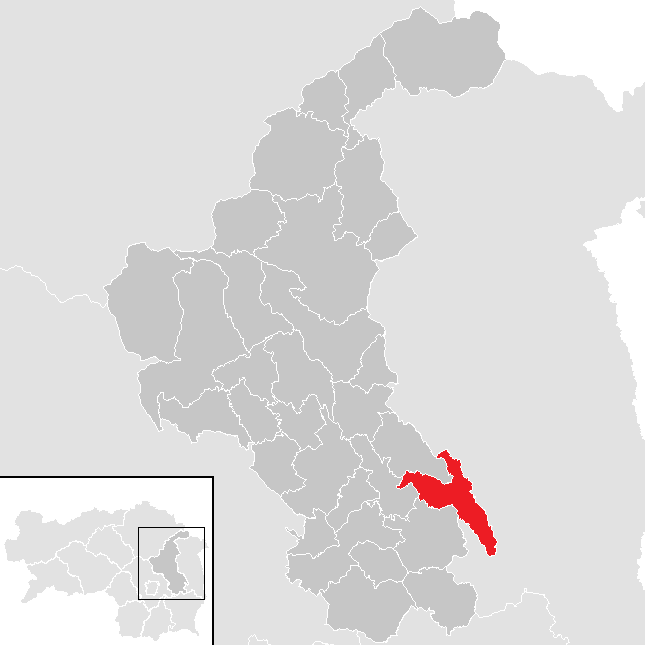
Gersdorf an der Feistritz a Weizi járásban

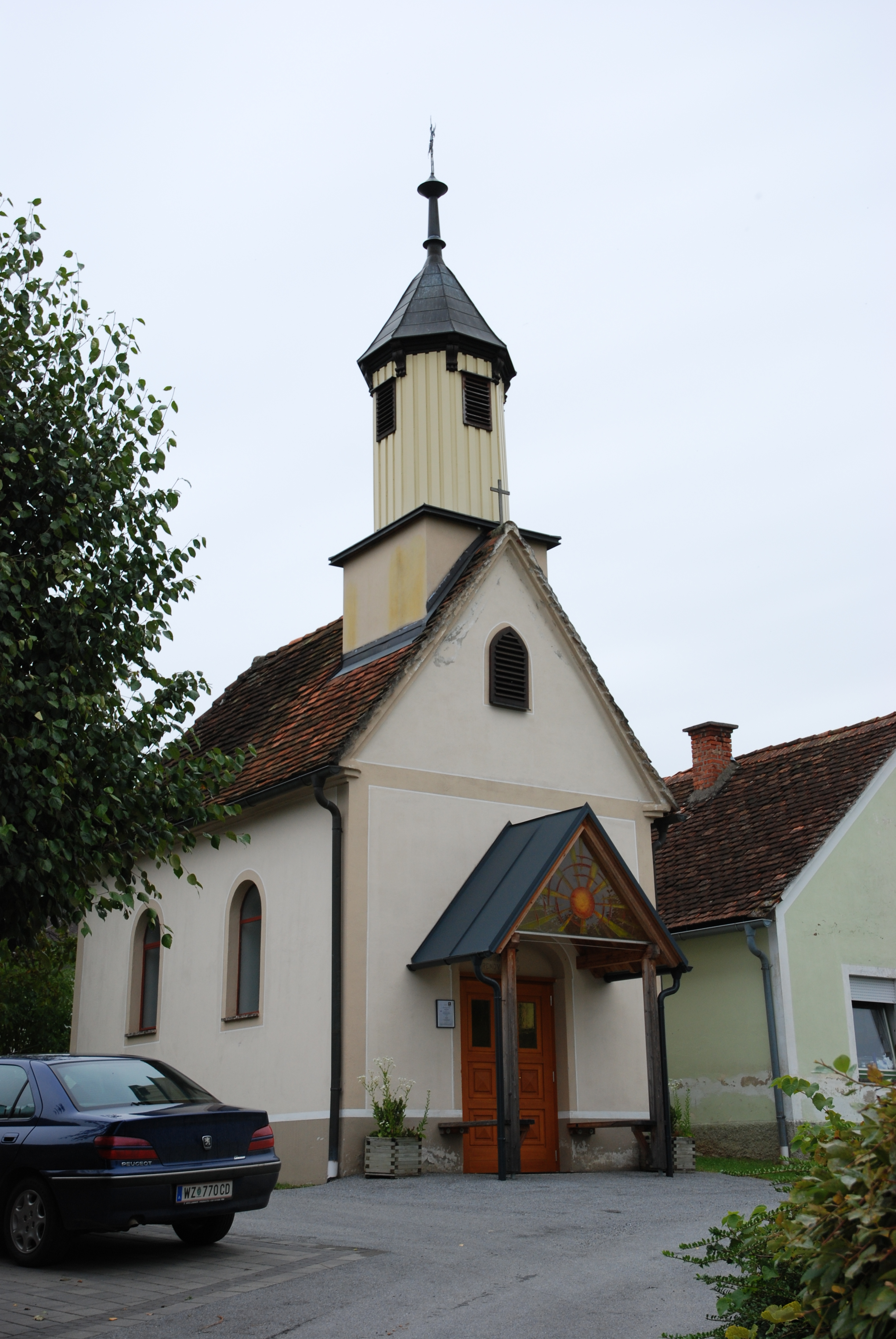
A gersdorfbergi kápolna

Gersdorf an der Feistritz a Kelet-stájerországi dombságon fekszik, a Römerbach és a Feistritz folyók találkozásánál. Az önkormányzat 5 települést egyesít: Gersdorf an der Feistritz (583 lakos), Gschmaier (461), Hartensdorf (184), Oberrettenbach (273) és Rothgmos (198).
A környező önkormányzatok: délre Sinabelkirchen, nyugatra Ilztal, északnyugatra Pischelsdorf am Kulm, északra Feistritztal, keletre Großsteinbach, délkeletre Ilz.

## Története
A második világháborúban a gschmaieri Rupert Posch és lánya Josefa öt zsidót rejtett el a községen áthaladó halálmenetből, ezért 2011-ben megkapták az izraeli Világ Igaza kitüntetést. 
A község 1985-ben kapta a címerét. A 2015-ös stájerországi közigazgatási reform során a szomszédos Oberrettenbach községet egyesítették Gersdorffal. 

## Lakosság
A Gersdorf an der Feistritz-i önkormányzat területén 2018 januárjában 1699 fő élt. A lakosságszám 1961 óta 1700-1800 körül mozog. 2015-ben a helybeliek 97,9%-a volt osztrák állampolgár; a külföldiek közül 0,6% a régi (2004 előtti), 0,7% az új EU-tagállamokból érkezett. 2001-ben a lakosok 97,8%-a római katolikusnak, 0,8% pedig felekezeten kívülinek vallotta magát.

## Látnivalók
- a gersdorfbergi kápolna
- Gschmaier kápolnája

## Fordítás
- Ez a szócikk részben vagy egészben  a   Gersdorf an der Feistritz című német Wikipédia-szócikk ezen változatának fordításán alapul.  Az eredeti cikk szerkesztőit annak laptörténete sorolja fel. Ez a jelzés csupán a megfogalmazás eredetét és a szerzői jogokat jelzi, nem szolgál a cikkben szereplő információk forrásmegjelöléseként.